# Mezőbánd község
Mezőbánd község (románul: Comuna Band) község Maros megyében, Romániában. Központja Mezőbánd, beosztott falvai Drekulyatelep, Fekete, Feketelak, Hidegvölgy, Istentava, Marosesd, Mezőpete, Nagyvölgy (Románia), Száltelek, Székelyuraly.

## Népessége
A 2011-es népszámlálás adatai alapján a község népessége 6446 fő volt.

## Története
2004-ig hozzá tartozott Mezőmadaras, ami ekkor önálló községgé alakult. 2011-ben Szénáságyat is átcsatolták Mezőmadaras községhez.